# Classe Orion
Pour les articles homonymes, voir Orion.
La classe Orion fut la première classe de cuirassés super-dreadnought  construite au Royaume-Uni avant la Première Guerre mondiale pour servir dans la Royal Navy.

Ces quatre cuirassés de 1re classe étaient affectés à la 2e escadre de Bataille de la Home Fleet. Ils étaient basés à Scapa Flow.

## Conception

Artillerie lourde sur le même axe

Ce sont les premiers cuirassés à avoir les tourelles d'artillerie principale sur le même axe. La qualification super-dreadnought provient aussi de l'augmentation du calibre des canons principaux qui passent de 12 à 13,5 pouces (343 mm).

## Histoire
Les quatre navires sont présents durant la Première Guerre mondiale sans aucun dommage. Ils participèrent tous à la bataille du Jutland en 1916.
Après guerre ils eurent une carrière relativement courte, tous étant mis hors service en raison du Traité de Washington de 1922.
Le HMS Orion et le HMS Conqueror ont été démolis en 1922.
Le HMS Monarch a servi de navire-cible. Le 20 janvier 1925, survivant d'une journée de bombardement, il a été coulé par une torpille du HMS Revenge.
Le HMS Thunderer a servi plus longtemps. Devenu navire-école en 1922 il n'a été détruit qu'en décembre 1926.

## Les unités de la classe
| Nom           | Lancement        | Armement          | Chantier naval                                   | Fin de carrière                         | Photo |
| ------------- | ---------------- | ----------------- | ------------------------------------------------ | --------------------------------------- | ----- |
| HMS Orion     | 20 août 1910     | 2 janvier 1912    | HMNB Portsmouth Portsmouth                       | vendu en 1922 pour démolition           |       |
| HMS Monarch   | 30 mars 1911     | février 1912      | Armstrong-Whitworth Newcastle upon Tyne          | coulé le 20 janvier 1925 par torpillage |       |
| HMS Conqueror | 1er mai 1910     | 1er décembre 1912 | William Beardmore and Company Glasgow            | vendu en 1922 pour démolition           |       |
| HMS Thunderer | 1er février 1911 | mai 1912          | Thames Ironworks and Shipbuilding Company Tamise | vendu en 1921 pour démolition           |       |